# Шугнанский язык
Шугна́нский язы́к (самоназвание — xuɣ̌nůni ziv, xuɣ̌nȇ / хуг̌ну̊ни зив, хуг̌ни, тадж. забони шуғнонӣ) — язык шугнанцев. Относится к памирским языкам, подгруппе иранских языков. Распространён в исторической области Шугнан: в Горно-Бадахшанской АО Таджикистана и в провинции Бадахшан Афганистана. Есть несколько диалектов, в том числе баджувский и шахдаринский. Ближайшими родственниками шугнанского являются рушанский, хуфский, бартангский, рошорвский и сарыкольский языки. Англоязычная академическая традиция считает эти языки диалектами шугнанского. Вследствие географического соседства и относительного родства, шугнанский испытал значительное влияние таджикского языка, заметное в фонетике, грамматике и лексике.
По разным оценкам, число говорящих составляет от 75 000 до 130 000 человек. На данный момент шугнанский язык имеет статус уязвимого и занесён в Атлас языков мира, находящихся под угрозой исчезновения. Несмотря на это, в Горно-Бадахшанской АО шугнанский в настоящий момент успешно передаётся детям и является региональным лингва франка.
В течение долгого времени шугнанский язык был бесписьменным языком с богатой устной культурой. В 1930-е годы предпринимались попытки распространения алфавита на основе латиницы, которые вскоре были заморожены. В настоящее время распространены два варианта шугнанской письменности. В Таджикистане используется алфавит на основе таджикской кириллицы, разработанный в 1990-е годы; на нём издаются газеты и литература. В Афганистане используется алфавит на основе арабского письма.
Шугнанский является языком со смешанной типологией: грамматические значения могут выражаться с помощью агглютинации или отдельных слов. Распространена внутренняя флексия в виде умлаутных перегласовок, которая часто выражает значения рода.

## Лингвогеография
На шугнанском языке говорят в исторической области Шугнан в западном Памире, которая разделена между Горно-Бадахшанской автономной областью Таджикистана и провинцией Бадахшан Афганистана рекой Пяндж. В Таджикистане область распространения шугнанского покрывает восточный берег Пянджа от селения Сохчарв на севере до селения Дарморахт на юге, а также поселения в примыкающих долинах его притоков Гунт, Шива, Шахдара и Баджув. Центром распространения языка является город Хорог, в границах которого находится устье Гунта и Шахдары. Также небольшие группы шугнаноязычного населения расселены в других регионах Таджикистана. В Афганистане шугнанский язык распространён в поселениях на западном берегу Пянджа, а также в небольших сообществах шугнанцев в Кабуле и Файзабаде.

### Диалекты и родственные языки
Шугнанский, рушанский, хуфский, сарыкольский, бартангский и рошорвский языки близкородственны, они образуют шугнано-рушанскую группу и в некоторой степени взаимопонятны между собой (исключая сарыкольский). Шугнанский язык имеет три больших варианта, которые могут рассматриваться как диалекты или, реже, отдельные языки: собственно шугнанский, шахдаринский и баджувский. Диалекты имеют незначительные различия в фонетике, грамматике и лексике. Баджувский диалект больше отличается от собственно шугнанского, чем шахдаринский, и в некоторых свойствах сближается с рушанским. Шахдаринский диалект распространён в ущелье Шахдары, притока реки Гунт; баджувский диалект — в селениях около ущелья Баджув. Внутри шахдаринского диалекта выделяется барвазский говор, бывший в распространении в селении Барваз (в самой высокогорной части шахдаринского ущелья), а в наши дни практически вымерший. Собственно шугнанский диалект, распространённый вблизи города Хорог, имеет наибольшее число носителей и воспринимается носителями как нормативный.
В англоязычной академической традиции под шугнанским языком (англ. Shughni language) обычно понимается более крупный идиом, в который включаются и собственно шугнанский, и рушанский, бартангский, хуфский и рошорвский языки, иногда в него включают и сарыкольский. Такое же представление характерно для самих носителей шугнанского в Таджикистане, которые часто называют свой язык «памирским». Русскоязычная традиция обычно рассматривает эти идиомы как отдельные языки.

### Распространение
Шугнанцы в Таджикистане осознают себя как этническое меньшинство; официальным языком, обязательным для СМИ и образования, является таджикский. Им в той или иной степени владеют многие носители шугнанского, живущие в Таджикистане, а шугнанский используется преимущественно в разговорной речи. В то же время шугнанский играет роль второстепенного, более локального лингва франка, на котором общаются люди в областном центре Горно-Бадахшанской области — городе Хорог, а также во всём регионе и даже за его пределами. В Таджикистане шугнанский не преподаётся в школах, но может неофициально использоваться для общения между учителями и учениками в начальных классах.
Носители шугнанского в Афганистане — преимущественно монолингвы. В Афганистане шугнанский преподавали в школах неофициально, в 2010-х была создана программа шугнанского для учеников младших классов.
По данным Всесоюзной переписи населения СССР в 1920-х годах, только 6 человек указали шугнанский язык в качестве родного — по неизвестным причинам некоторые народы, включая шугнанцев, не стали указывать свой язык. По данным 1980-х годов, в ГБАО проживало около 50 тысяч шугнанцев, а в афганском Шугнане, по расчётам исследователя Додхудо Карамшоева, не менее 25 тысяч. По данным 1997 года, на шугнанском языке на тот момент говорили около 100 тысяч человек. По данным переписи 2008 года, число говорящих достигает 95 тысяч человек. Портал Ethnologue оценивает число носителей всех шугнано-рушанских языков в 80 000 человек, из которых 40 000 проживают в Таджикистане и 40 000 — в Афганистане. По оценке Джой Эдельман, число носителей шугнанского составляет от 80 000 до 100 000 человек, по оценке Кати Мюллер — около 130 000 человек.
Шугнанский язык занесён в Атлас языков мира, находящихся под угрозой исчезновения ЮНЕСКО как «уязвимый» (англ. vulnerable). По шкале EGIDS он имеет статус 6a, или «активно используемый» (англ. vigorous). Это означает, что он используется в устном общении в неформальной обстановке и изучается детьми в качестве родного языка, несмотря на небольшое число носителей, но при этом во многих коммуникативных ситуациях (в образовании, культуре и науке) его часто вытесняют другие языки. Таким образом, шугнанский в настоящий момент не является вымирающим, но в будущем потенциально может оказаться под угрозой исчезновения.
Шугнанский и другие памирские языки хорошо сохранились в том числе благодаря сравнительной изолированности региона. На данный момент шугнанский является одним из наиболее полно описанных и задокументированных памирских языков.

## История
К шугнанско-рушанской группе генетически близки язгулямский и ванчский языки: вместе они образуют генетическую подгруппу, условно называемую «севернопамирской» или «шугнано-язгулямской», которая, в свою очередь, является одной из подгрупп внутри общности памирских языков. По мнению исследователя Додхудо Карамшоева, из-за изолированности шугнанского языка в нём сохранилось множество архаичных черт.
Первое сохранившееся упоминание шугнанского народа и языка обнаруживается в путевых записках китайского путешественника Сюань-цзана, написанных в середине VII века. По его словам, у шугнанцев «письменность такая же, как в стране Духоло, а язык имеет отличия». В начале VIII века другой китайский путешественник Хой Чао описал язык шугнанцев как «особый, отличный от языков жителей других владений». Лингвистических описаний шугнанского языка в древности и средневековье не сохранилось.
С XI по XIX века шугнанский и рушанский языки испытывали заметное влияние арабского языка, вызванное исламизацией шугнанцев. В XIII—XIX веках в язык приходили заимствования из тюркских языков. Начиная с 1880-х годов, когда территория современного Таджикистана попала под влияние Российской империи, появились активные заимствования из русского языка.
На протяжении всей истории шугнанский и рушанский испытали заметное влияние таджикского языка. Под воздействием таджикского в шугнанском языке появились изафетные конструкции, а также фонологизовался звук [h], который до этого не имел смыслоразличительной функции. Значительно влияние таджикского языка и на лексику. Также заметны влияния доиндоевропейского субстрата, который был распространён на территории Шугнана до появления индоевропейцев; этим можно объяснить некоторые явления фонетики, морфологии и синтаксиса, нехарактерные для иранских языков. Выдвигались предположения, что доиндоевропейским субстратом, вступавшим в контакт с шугнанским языком, мог быть язык бурушаски, либо родственный ему или типологически схожий с ним язык.
Во времена СССР основным языком образования, культуры и законодательства в ГБАО Таджикистана был таджикский. С 1921 года детей обучали шугнанскому в некоторых школах ГБАО. В 1930-х был создан шугнанский алфавит. В 1931 году был выпущен первый учебник шугнанского языка, предназначенный для взрослых (в рамках кампании ликвидации безграмотности); одним из авторов выступил шугнанский поэт Нодир Шамбезода. В 1933 году был выпущен первый учебник для детей, в 1937 году был выпущен учебник для первого года обучения. Однако к середине 1930-х выпуск букварей и учебников застопорился из-за разногласий среди шугнанских активистов и препятствий со стороны партийного руководства, обвинявшего создателей алфавита в национализме. В 1935 на должность первого секретаря ЦК КП(б) Таджикской ССР был назначен Сурен Шадунц; при нём возобновились планы ввести массовое преподавание на шугнанском языке в школах, но он был вскоре арестован и расстрелян. В 1937 году началась сталинская кампания борьбы с национализмом, в рамках которой в СССР вводились ограничения на использование местных языков, и шугнанская письменность была окончательно убрана из образования и печати. В 1939 году VI пленум Горно-Бадахшанского обкома КП(б) Таджикистана постановил, что «тенденция к изданию учебников и преподаванию на шугнанском языке является вредной и становится тормозом для развития и процветания культуры таджиков Горного Бадахшана».
К 1940 году шугнанский был полностью вытеснен из общественного пользования. По мнению филолога Хусрава Шамбезоды, «выведение шугнанского языка из значимых сфер общения привело его в „ненормальную ситуацию“, когда носители стали ставить под сомнение саму целесообразность существования своего этнического языка». Политика руководства Таджикской ССР по ограничениям шугнаноязычной культуры привела к тому, что на протяжении многих лет факт существования памирских языков как отдельных языков, а не диалектов таджикского, ставился под сомнение как чиновниками, так и представителями таджикистанской интеллигенции. В 1972 году прошла кампания по уничтожению книг на памирских языках в Государственной публичной библиотеке им. Фирдоуси в Душанбе.
Попытки возвращения шугнанского языка в сферы литературы и административной деятельности началось в 1980-е годы. Студенческие кружки шугнанцев, обучающихся в Душанбе, пропагандировали использование шугнанского языка. В 1989 году в Таджикистане был принят «Закон о Государственном языке», легитимизировавший поддержку памирских языков. В ГБАО с 1990-х и по настоящее время выходило несколько печатных изданий на шугнанском, в их числе «Фарҳанги Бадахшон» («Культура Бадахшана»), «Маърифати Шуғнон» («Просвещение Шугнана») и «Шоҳдара» («Шахдара»). Издания «Лозар» («Родник») и «Хирцирах» («Заря»), издававшиеся в 2009 году, стали первыми полностью шугнаноязычными газетами. В 2013 году была предпринята попытка установления радиовещания на шугнанском языке, но радиостанция вскоре закрылась. На телевидении шугнанский не используется.

### Письменность

#### Таджикистан

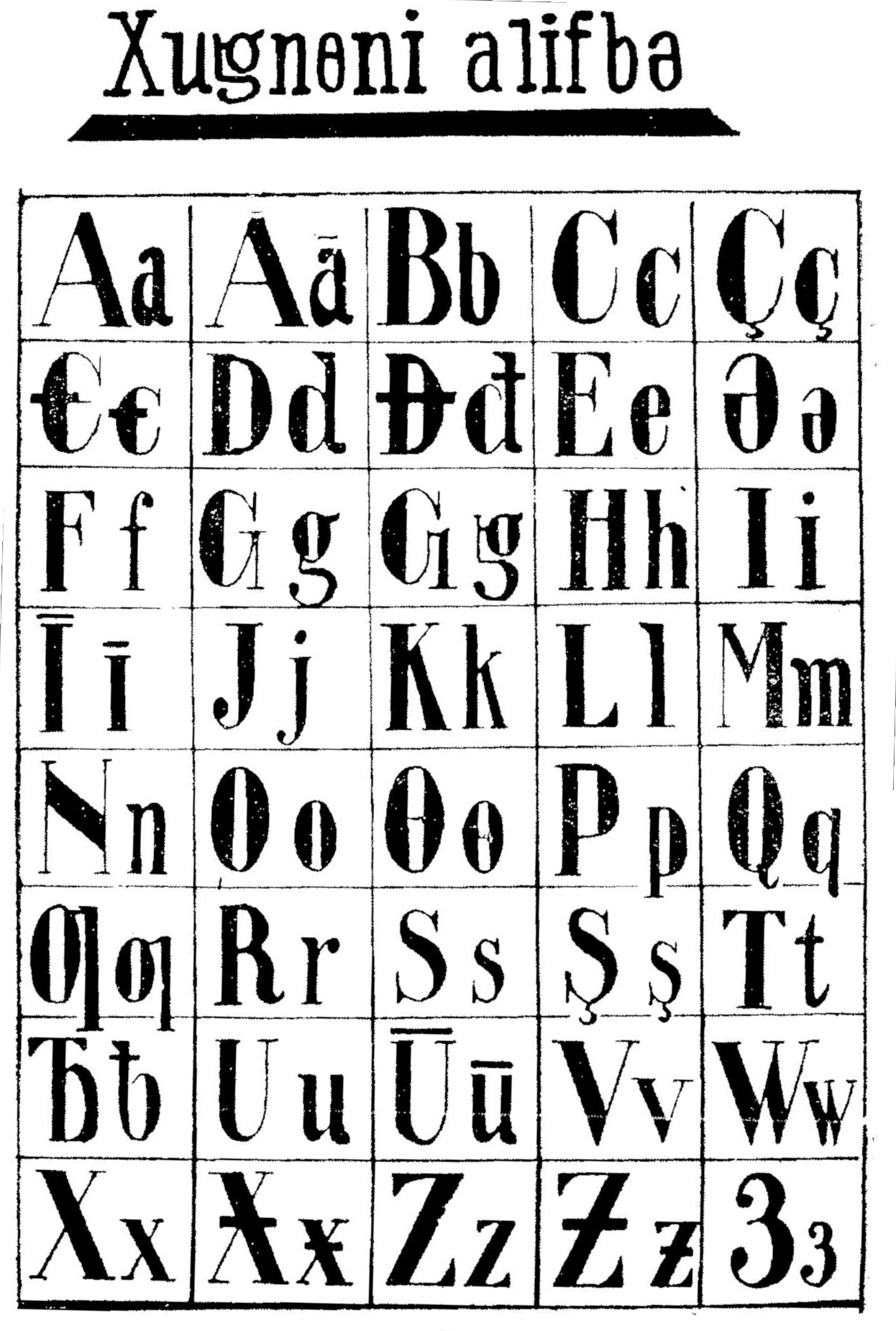
Первый вариант шугнанского алфавита (1931)

Первая попытка создания шугнанского алфавита на основе латиницы была предпринята в 1920-е годы в СССР шведским лингвистом Х. Шельдом, но его проект не был принят. В августе 1930 года в Сталинабаде прошёл первый научный съезд таджикистанских лингвистов, который сыграл большую роль в создании алфавитов для языков Таджикистана; на съезде был поднят в том числе и вопрос об алфавите для шугнанского языка. Разработкой занялся историк А. Дьяков, его алфавит был также основан на таджикской латинице тех лет с дополнительными символами и диакритикой. Он использовался для первых учебников шугнанского. Однако вскоре политика поддержки малых языков была свёрнута, и в 1937 году письменность Дьякова была убрана из образования и печати.
В 1992 году комиссия по составлению алфавитов для памирских языков приняла новый алфавит на базе латиницы с добавлением диакритических знаков и греческих букв, но он не получил распространения.
С 1990-х годов по настоящее время основной письменностью, используемой в ГБАО, является алфавит на основе таджикской кириллицы, приспособленный под фонетику шугнанского. Для передачи на письме специфических звуков шугнанского языка часто используются диграфы с буквой ь: так, диграф дь передаёт звук /ð/ (например, дьар «далеко»). С 1990 года в ГБАО начало выходить шугнаноязычное издание «Фарҳанги Бадахшон» («Культура Бадахшана»), приложение к газете «Бадаҳшони Советӣ» («Советский Бадахшан»), которое печаталось на таджикском кириллическом алфавите. Через год приложение стало самостоятельной газетой. С началом Гражданской войны в Таджикистане после распада СССР издание прекратилось. С конца 1990-х годов вышло несколько букварей и учебных пособий под авторством учёного Додхудо Карамшоева. Эти пособия закрепили кириллическую письменность на базе таджикского алфавита в качестве основной для образования и книгопечатания на шугнанском в таджикистанском Бадахшане. С начала 2000-х с использованием этой письменности выпускаются книги на шугнанском для детей.
В лингвистических исследованиях Хорогского университета используется транскрипция на основе латиницы с добавлением знаков МФА и греческих букв. При общении в интернете и через SMS шугнанцы пользуются упрощённой латинской графикой.
Алфавит из учебника шугнанского языка 2000 года:
| А а | А̄ а̄ | Б б | В в | В̌ в̌ | Г г | Ғ ғ | Г̌ г̌ | Ғ̌ ғ̌ | Д д | Д̌ д̌ |
| Е е | Ё ё | Ж ж | З з | З̌ з̌ | И и | Ӣ ӣ | Й й | К к | Қ қ | Л л |
| М м | Н н | О о | П п | Р р | С с | Т т | Т̌ т̌ | У у | Ӯ ӯ | У̊ у̊ |
| Ф ф | Х х | Ҳ ҳ | Х̌ х̌ | Ц ц | Ч ч | Ҷ ҷ | Ш ш | ъ   | Э э |     |

В практическом применении существуют и другие варианты шугнанского кириллического алфавита.

#### Афганистан
В 2000-х годах шугнанская письменность начала развиваться и в Афганистане. Здесь её графической основой был избран арабский алфавит. На нём началось издание учебной и детской литературы. Алфавит имел следующий вид:
| ا | آ  | ب | پ | ت | ث | ج | چ | ح | خ | ځ | څ |
| د | ذ  | ر | ز | ژ | ږ | س | ش | ښ | ص | ض | ط |
| ظ | ع  | غ | ف | ڤ | ق | ک | گ | ل | م | ن | و |
| و̃ | وو | و̊ | ھ | ی | ي | ې |   |   |   |   |   |

В 2010-х годах в Афганистане появилась новая программа обучения шугнанскому языку в школах. Предложенная в ней письменность на основе латиницы подверглась критике со стороны некоторых носителей, посчитавших, что она плохо отражает языковую реальность. С 2012 года международная организация SIL International сотрудничает с Академией наук Афганистана в вопросах улучшения системы орфографии.

## Фонетика

### Гласные
Фонологическая система гласных шугнанского языка имеет 10 гласных фонем, три из которых считаются «краткими», а семь — «долгими». Шесть гласных образуют оппозиции по долготе: /iː/ — /ɪ/, /uː/ — /ʊ/; /ɑː/ — /a/. В отличие от более устойчивых долгих, краткие гласные фонемы могут иметь несколько вариантов произношения; при этом эти пары отличаются не только долготой, но и качеством (по ряду / подъёму).
В современном шугнанском краткие гласные /ɪ/ и /ʊ/ имеют более открытые аллофоны на конце слова: /ɪ/ произносится как [ɛ] в конечных открытых слогах (kɪ [kɛ] «делай!») и как [e] в конечных закрытых слогах (mɪs [mes] «тоже»); /ʊ/ произносится как [ɔ] в конечных открытых слогах (χʊ [χɔ] «и») и как [o] в конечных закрытых слогах (kʊd [kod] «собака»). В работах XX века фонема /ø/ традиционно описывалась как задняя, однако согласно современным исследованиям, она принадлежит переднему ряду. В шугнанском есть дифтонги, но заметна тенденция к их упрощению в монофтонги.
Фонема /ø/ чаще всего является результатом диахронического изменения других гласных в определённых условиях: из /ɔ/ перед носовыми (pønd «дорога» ← pɔnd), из /ʊ/ перед /h/ (mølat «период» ← mʊhlat) и из дифтонгов /aw/ и /ɑw/ перед согласными (sød «идёт» ← sɑwd). Фонема /e/ может являться результатом изменения дифтонга /aj/, а /ɛ/ — дифтонга /ej/ (xɛɾ «ох!» ← xejɾ). Между тем для всех этих гласных есть и примеры, в которых их происхождение не обусловлено такими изменениями, что не позволяет считать их аллофонами.
|                | передние | передние | средне-передние | средние | средне-задние | задние |
| неогуб.        | огуб.    |          | средне-передние | средние | средне-задние | задние |
| -------------- | -------- | -------- | --------------- | ------- | ------------- | ------ |
| верхние        | iː       |          |                 |         |               | uː     |
| средне-верхние | eː       | øː       | ɪ               |         | ʊ             |        |
| средне-нижние  | ɛː       |          |                 |         |               | ɔː     |
| нижние         |          |          |                 | a       | ɑː            |        |

### Согласные
|               | губные | межзубные | альвеолярные | палатальные | заднеязычные | увулярные | глоттальные |
| ------------- | ------ | --------- | ------------ | ----------- | ------------ | --------- | ----------- |
| взрывные      | p      |           | t            |             | k            | q         |             |
| взрывные      | b      |           | d            |             | ɡ            |           |             |
| щелевые       | f      | θ         | s            | ʃ           | x            | χ         |             |
| щелевые       | v      | ð         | z            | ʒ           | ɣ            | ʁ         | (h)         |
| аффрикаты     |        |           | t͡s           | t͡ʃ          |              |           |             |
| аффрикаты     |        |           | d͡z           | d͡ʒ          |              |           |             |
| носовые       | m      |           | n            |             |              |           |             |
| дрожащие      |        |           | r            |             |              |           |             |
| боковые       |        |           | l            |             |              |           |             |
| аппроксиманты | w      |           |              | j           |              |           |             |

Звук [h] фактически не является отдельной фонемой в шугнанском языке, но некоторые носители произносят его в заимствованиях из таджикского и дари, в которых есть такая фонема, в формальной речи. Увулярные согласные /χ/ и /ʁ/ диахронически соответствуют протоиранским велярно-увулярным *x и *ɣ, в то время как современные шугнанские заднеязычные /x/ и /ɣ/ произошли из звуков /ʃ/ и /ʒ/ соответственно. Сосуществование велярных и увулярных щелевых типологически необычно и является отличительной особенностью шугнано-рушанских языков. Фонема /r/ в большинстве контекстов произносится как одноударный [ɾ], но иногда — как дрожащий [r].
Согласные фонемы могут ассимилироваться по глухости-звонкости, причём как регрессивно (bat-qɑr «злой» ← bad-qɑr), так и прогрессивно (tuð-bɪχt «мука тутовника» ← tuð-pɪχt). Фонема /n/ может ассимилироваться в [ŋ] под влиянием последующих заднеязычных согласных /k/ или /g/. В баджувском диалекте артикуляция /k/ и /g/ может быть как заднеязычной, так и среднеязычной.

### Слог
Характерны следующие структуры слога: CV, CVC, CVCC. Часто встречаются двухфонемные слоги (например, wɪ, xʊ, dɪ). Максимальная длина слога — пять фонем, такие слоги очень редки (например, v[ɪ]rʊχt͡ʃ). Обычно слово начинается с согласного и заканчивается на согласный. Большинство аффиксов односложны. Особенности построения слога в шугнанском языке выражаются в изменениях фонемного состава слов при адаптации заимствований или при изменениях самого языка. Так, в корнях, начинающихся на гласный, перед гласным могут добавляться протетические согласные /h/, /j/ или /w/ (шугн. yast «имеется» ← *asti); в кластерах согласных может наблюдаться метатеза (шугн. tɪlf «дитя» ← ар. tifl) или изменение способа образования согласного (шугн. waxt «время» ← ар. waqt); также в кластерах или на конце слова после кластеров может вставляться гласный /ɪ/ (шугн. fɪkrɪ «мысль» ← ар. fikr, шугн. vɪrɔd «брат» ← *braːtar).
Развиты умлаутные чередования гласных в основах. Они могут различать род и число у имени (ʒʊrn «круглый» — ʒarn «круглая», t͡ʃid «дом» — t͡ʃaden «дома») и время, наклонение, род, число и другие категории у глагола (sʊt «ушёл» — sat «ушла, ушли»). Эти чередования отражают рефлексы не сохранившихся древнеиранских корневых гласных, либо не сохранившиеся в современном языке суффиксы.
Ударение в шугнанском языке обычно падает на последний слог основы. Постфиксы и энклитики, изафетные показатели и односложные послелоги не принимают ударение. Отрицательная частица na- и запретительная частица mɑ- перетягивают ударения на себя. Некоторые слова имеют лексически закреплённое ударение не на конечном слоге (например, xʊ́baθ «сам»). Тонов в шугнанском языке нет.

## Грамматика
У шугнанского языка смешанная морфологическая типология. Для имён характерна агглютинация, для местоимений — супплетивизм и флексия. Глаголы используют флексию для форм настояще-будущего времени и аналитизм с элементами внутренней флексии для других форм. Обычная структура слова — основа с постфиксами и энклитиками. Приставки встречаются редко, в основном в таджикских заимствованиях.
Двумя наиболее значимыми части речи являются глаголы и имена. Существуют также отглагольные имена, объединяющие свойства имён и глаголов, местоимения, числительные, служебные слова (предлоги, послелоги, союзы и частицы) и междометия. Деление имён на категории существительных, прилагательных и наречий зачастую возможно только в конкретном синтаксическом и семантическом контексте.
Личные местоимения есть только у 1-го и 2-го лица («я», «мы», «ты», «вы»); 3-е лицо («она/он/оно», «они») выражается указательными местоимениями. Такие местоимения различают род, число и падеж. У них сохранилась праиндоевропейская дейктическая система, основанная на различении близости указываемого объекта к говорящему (jam «этот [близко]» — jɪd «этот [недалеко]» — jʊ «тот [далеко]»).
Есть предлоги и послелоги. Некоторые послелоги функционируют в качестве дополнительных падежей: -ard — как дательный падеж, экспериенцер или бенефактив (mɑʃ-ard løv «скажи нам»), -(a)nd(ɪ) — как аблатив (wev-andɪ «от них»), и -(a)nd — как притяжательный падеж (jʊ mʊ-nd «это моё»).

### Числительное
Система счисления в шугнанском языке — десятичная. Числительные от 11 до 19 образуются присоединением цифры к числу 10 (ðis-at yiw «одиннадцать» ← ðis «десять» + yiw «одиннадцать»). Числительные до 20 — собственно шугнанского происхождения, а числа больше 20 — заимствованы из таджикского. Между тем, параллельно существует и исконная система для чисел больше 20, используемая в основном старшим поколением. В этой системе числа 17, 18 и 19 образуются вычитанием из 20 (yiw kam ðʊ ðis «девятнадцать», букв. — «на один меньше двух десятков»), а десятки и новые разряды образуются умножением на 10 (cavɔr ðis «сорок», букв. — «четыре десятка»; ðis-ðis «сто», букв. — «десять десятков»), в то время как таджикские десятки, сотни и старшие разряды образуются супплетивно (ср. заимствованные из тадж. t͡ʃil «сорок», sad «сто»).

### Имя существительное и местоимение
Имена классифицируются по роду, конкретности-неконкретности, отчуждаемости-неотчуждаемости, личности-неличности и единичности-общности, и могут изменяться по числу, падежу, степеням сравнения и определённости-неопределённости. Падежи (прямой и косвенный) у имён утрачены и различаются только у местоимений. При этом падеж имени может быть ясен из артикля или согласующегося указательного местоимения. Прямой падеж оформляет подлежащее и предикатив, косвенный — почти все виды второстепенных членов предложения.
Множественное число у имён выражается с помощью суффиксов, единственное число не маркируется. При выражении количества с помощью числительного соответствующее имя обычно употребляется в единственном числе.
У существительных различается мужской и женский род. Род может выражаться суффиксами (wɑrg-bʊt͡s «ягнёнок-самец» — wɑrg-bit͡s «ягнёнок-самка») или отдельными лексическими детерминативами, а также внутренней флексией: умлаутными чередованиями в корне слова (nibɔs «внук» — nibɛs «внучка»). Умлаутные перегласовки маркируют женский род и являются результатом влияния утерянного гласного /i/ или /a/ в конце основы слова. Имена с умлаутом могли поменять род на женский по аналогии с другими, даже если исторически основа имела мужской род (шугн. ʒir «камень», ж. р. ← др.-иран. *gari «гора», м. р.). При этом бо́льшая часть существительных не имеет формально выраженных родовых признаков, их родовая принадлежность выражается только синтаксически: например, при согласовании с глаголами и прилагательными или при употреблении в отношении существительного указательного местоимения, которое выражает род.
В определении рода имени могут играть роль семантические свойства: абстрактные имена, названия веществ и понятий относятся преимущественно к мужскому роду, названия животных и птиц — преимущественно к женскому. Из-за этого некоторые слова могут иметь разный род в зависимости от смысла. Названия неодушевлённых предметов и животных в значении общности обычно относятся к мужскому роду вне зависимости от их рода в употреблениях в значении единичности. Различение рода имён нехарактерно для других иранских языков, а выражение рода имён с помощью чередований в корне является экзотическим явлением для индоевропейской семьи в целом.

#### Степени сравнения
У прилагательных и наречий есть степени сравнения (d͡ʒɑld «быстро» — d͡ʒɑld-dɪ «быстрее» — d͡ʒɑld-dar-dɪ «ещё быстрее»). Кроме того, эта категория может выражаться у некоторых существительных, обозначающих качество, время или место (sɑrakɪ «утро» — sɑrakɪ-dɪ «пораньше утром», kampir «старуха» — kampir-dɪ «женщина старше»).

### Глагол
Глаголы классифицируются по переходности-непереходности, а также изменяются по времени, наклонению, лицу, числу и, в некоторых формах, роду. Различаются изъявительное и повелительное наклонения. В изъявительном наклонении есть четыре времени: настояще-будущее, прошедшее и перфектное, характеризующиеся разными глагольными основами, а также плюсквамперфектное, образующееся от перфекта. В настояще-будущем времени личные формы образуются флективно (с помощью окончаний), а в других временах — аналитически (с помощью энклитик ваккернагелевского типа, обычно примыкающих к первому ударному слову предложения. Форма 3-го лица единственного числа настоящего времени может образовываться нерегулярно. Перфект, как и в других иранских языках, выражает результативное действие. Форма перфекта, помимо видо-временного значения, может выражать оттенок неочевидности, заглазности действия, а также пожелания, сожаления или опасения; плюсквамперфект — оттенок нереальности, несбыточности или желания. Пассивные формы выражаются аналитически, с помощью особого суффикса и личной формы глагола «быть».
В непереходных глаголах род и число могут выражаться умлаутом в основах прошедшего времени и перфекта. В прошедшем времени основа мужского рода противопоставляется основе женского и множественного числа (tujd «ушёл» — tɔjd «ушла, ушли»), в перфекте мужской род, женский род и множественное число противопоставляются друг другу (tujd͡ʒ «ушёл» — tit͡s «ушла» — tɔjd͡ʒ «ушли»). Такие чередования нерегулярны, у многих глаголов фактически свои собственные парадигмы изменения. У некоторых глаголов таким образом в парадигме оказывается до девяти различных корней, у других же чередования не происходят вообще и они спрягаются по регулярной схеме.
Древние каузативные глаголы могут образовываться от непереходных по древнеиранскому образцу CeC / CɛC ← CaC, часто с дополнительными изменениями корня (sɪtɛb- «жарить» ← sɪtafs- «быть жареным»), новые образуются суффиксально (razen- «крошить» ← raz- «крошиться»). Суффикс каузатива также может использоваться для субстантивации.
Модальные значения передаются частицами-клитиками, среди которых отрицательная, запретительная, вопросительная, категоричная и другие эмфатические частицы. Часто употребляются сложные глагольные конструкции с именами, в разной степени идиоматичные (например, zɪv ðɛdɔw «уговаривать»).

## Синтаксис
Шугнанский является языком номинативного строя с отдельными эргативными конструкциями. Характерен порядок слов SOV: финитная форма глагола стремится к концу предложения. Исключением является связка, выраженная личными энклитиками: она стремится к началу предложения. Определяемое обычно следует за определением; в заимствованной из таджикского языка изафетной конструкции это правило нарушается. Сказуемое согласуется с главным членом определительного словосочетания (например, в предложении yɪ qɑp ʒɪndam tɪs sʊt «мешок [ж. р.] пшеницы [м. р.] рассыпался [м. р.]» глагол согласуется с названием вещества, а не меры). Немаркированные члены именной группы располагаются в следующем порядке: детерминатив, посессивное местоимение, числительное, прилагательное, существительное.

## Лексика
В шугнанском языке много заимствований из таджикского, а также из арабского, особенно в культурной и религиозной сферах, и тюркских языков посредством таджикского. Имеется большой пласт заимствований из русского, как посредством таджикского, так и непосредственно. В меньшей степени заметны заимствования из индоарийских языков. Кроме того, существует ареальная лексика, характерная для языков Памира, происхождение которой неясно. Есть небольшое число современных заимствований из английского. Шугнанский язык богат фразеологизмами, многие из которых обнаруживаются в других иранских языках.
| Русский    | Фарси          | Таджикский      | Шугнанский | Рушанский | Сарыкольский | Ваханский | Пушту                  | Авестийский             |
| ---------- | -------------- | --------------- | ---------- | --------- | ------------ | --------- | ---------------------- | ----------------------- |
| сын        | pesær (پسر)    | pisar (писар)   | puts       | puc       | pɯts         | putr      | zoj (زوي)              | putra                   |
| огонь      | ɒtiʃ (اتش)     | otaʃ (оташ)     | joːts      | yuc       | juts         | rɯχniɡ    | wor, or (اور)          | âtar                    |
| вода       | ɒb (اب)        | ob (об)         | xats       | xats      | xats         | jupk      | obə (ابہ)              | aiwyô, ap               |
| кисть руки | dæst (دست)     | dast (даѕт)     | ðust       | ðost      | ðɯst         | ðast      | lɑs (لس)               | zasta                   |
| ступня     | pɒ (پا)        | po (по)         | poːð       | pu:ð      | peð          | puð       | pxa, pʂa (پښہ)         | ?                       |
| зуб        | dændɒn (دندان) | dandon (дандон) | ðinðʉn     | ðinðon    | ðanðun       | ðɯnðɯk    | ɣɑx, ɣɑʂ (غاښ)         | ?                       |
| глаз       | tʃæʃm (چشم)    | tʃaʃm (чашм)    | tsem       | cam       | tsem         | tʂəʐm     | stərɡa (سترګه)         | chashman                |
| лошадь     | æsb (اسب)      | asp (асп)       | voːrdʒ     | vurdʒ     | vurdʒ        | jaʃ       | âs (آس)                | aspa                    |
| облако     | æbr (ابر)      | abr (абр)       | abri       | abr       | varm         | mur       | uriədz (اوريځ)         | ?                       |
| пшеница    | gændom (گندم)  | gandum (гандум) | ʒindam     | ʒindam    | ʒandam       | ɣɯdim     | ɣanəm (غانم)           | ?                       |
| мясо       | ɡuʃt (گوشت)    | ɡuʃt (гушт)     | ɡuːxt      | ɡuːxt     | ɡɯxt         | ɡuʂt      | ɣwəxa, ɣwəʂa (غوښہ)    | ?                       |
| много      | besjɒr (بسيار) | bisjor (бисёр)  | fana,lap   | ghak,fana | pɯr          | təqi      | ɖer, ziyât (ډېر، زيات) | paoiri, paoirîsh, pouru |
| высокий    | bolænd (بلند)  | baland (баланд) | biland     | biland    | bɯland       | bɯland    | lwəɻ (لوښ)             | berezô, berezañt        |
| далеко     | dur (دور)      | dur (дур)       | ðar        | ðar       | ðar          | ðir       | ləre (لره، لرې)        | dûra, dûrât             |
| хороший    | χub (خوب)      | χub (хуб)       | bashand    | bashand   | tʃardʒ       | baf       | xə, ʂə (ښہ)            | vohu                    |
| маленький  | kutʃik (كوچك)) | χurd (хурд)     | dzul       | bucik     | dzɯl         | dzəqlai   | ləɡ, ləʐ (لېږ)         | ?                       |
| говорить   | goft (گفت)     | guft (гуфт)     | lʉvd       | luvd      | levd         | xənak     | wajəl (ويل)            | aoj-, mrû-, sangh-      |
| делать     | kærd (كرد)     | kard (кард)     | tʃiːd      | tʃigo     | tʃeiɡ        | tsərak    | kawəl (کول)            | kar-                    |
| видеть     | did (ديد)      | did (дид)       | wiːnt      | wuːnt     | wand         | winɡ      | lidəl (ليدل)           | dî-                     |

## История изучения
Первыми крупными исследователями памирских языков и, в частности, шугнанского были норвежский лингвист Георг Моргенстьерне и российский лингвист Иван Зарубин. Впоследствии изучением шугнанского занимались такие советские учёные, как Додхудо Карамшоев, Татьяна Пахалина и Валентина Соколова.

### Комментарии
1. ↑  Под «страной Духоло» у Сюань-цзана понимается Тохаристан.
2. ↑  Здесь и далее в статье шугнанские слова записываются не в орфографии, а с помощью Международного фонетического алфавита.
3. ↑  Под C обозначается любая согласная фонема.

### Статьи
- Каландаров Тохир. Памирские языки: между прошлым и будущим (на примере шугнанского языка) // Отдел культурного наследия и гуманитарных наук УЦА. — Бишкек, 2020. — № 6.
- Плунгян, В. А. Полевые исследования по шугнанскому языку // Вестник РГГУ. Серия «Литературоведение. Языкознание. Культурология». — 2022. — Вып. 5. — С. 11–22. — doi:10.28995/2686-7249-2022-5-11-22.
- Эдельман Д. И. Шугнанский язык // Иранские языки. III. Восточноиранские языки  / Рогова Н. В. — М.: Индрик, 1999. — С. 225—241. — ISBN 5-85759-107-4.
- Edelman Joy, Dodykhudoeva Leyla. Shughni (англ.) // The Iranian Languages  / Windfuhr, Gernot[англ.]. — Oxon: Routledge, 2009. — P. 787—825. — ISBN 978-0-7007-1-131-4.
- Katja Müller, Elisabeth Abbess, Daniel Paul, Calvin Tiessen, and Gabriela Tiessen. Language in Community-Oriented and Contact-Oriented Domains: The Case of the Shughni of Tajikistan (англ.) // SIL International. — 2019.
- Clinton Parker. Vestigial ergativity in Shughni: At the intersection of alignment, clitic doubling, and feature-driven movement (англ.) // Glossa: a journal of general linguistics. — 2020. — Vol. 5, iss. 1. — ISSN 2397-1835. — doi:10.5334/gjgl.799.
- Payne, John. The decay of ergativity in Pamir languages (англ.) // Lingua[англ.]. — 1980. — No. 51. — P. 147—186.